# سیدا
سیدا (सिद्ध)، (زبان سانسکریت: सिद्ध siddha؛ "کمال شده") اصطلاحی است که در دین‌های هندی و فرهنگ بسیار به کار می‌رود. به معنای «متکامل» است. به استادان کمال یافته‌ای گفته می‌شود که به درجه بالایی از کمال عقل و همچنین موکشا (هندوئیسم) یا روشنیدگی (بودیسم) رسیده‌اند. در جین (دین) برای ارواح آزاد شده به کار می‌رود. «سیده» همچنین ممکن است به کسی اطلاق شود که به یک سیدهی توانایی‌های ماوراء الطبیعه دست یافته است.
سیدها ممکن است به‌طور گسترده به siddhar nath، ریاضت طلبان، مرتاضها یا یوگی (هندوئیسم) اشاره داشته باشند زیرا همه آنها سادهنا را تمرین می‌کنند.